# Grube Catharina Neufang

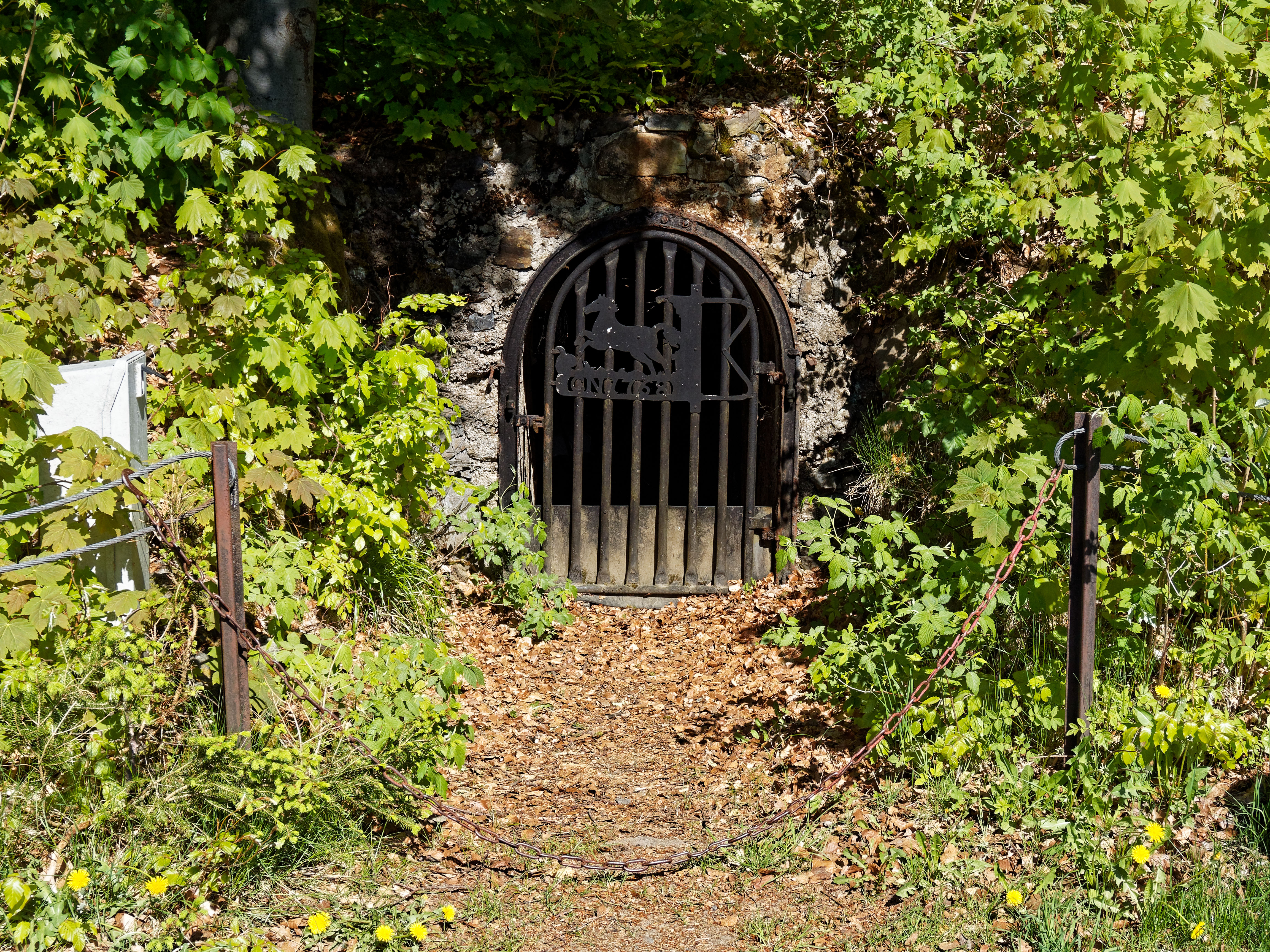
Mundloch der Grube Catharina Neufang

Die Grube Catharina Neufang in der Bergstadt Sankt Andreasberg im Oberharz ist ein mindestens seit 1575 betriebenes Erzbergwerk, das 1765 in staatlichen Besitz gelangte und bis 1910 mit der benachbarten Grube Samson betrieben wurde. Heute wird die Grube gemeinsam mit dem Schaubergwerk Grube Samson betrieben. Der Name der Grube deutet auf das Auffinden eines neuen Erzganges hin, auf einen neuen Fang zu Ehren einer der 14 Nothelferinnen, der Heiligen Katharina.
Am 12. Dezember 1777 fuhr Johann Wolfgang von Goethe im Rahmen seiner ersten Harzreise auch in die Grube Catharina Neufang ein und vermerkte später in seinem Tagebuch: „Abends eingefahren in Samson, durch Neufang auf Gottes Gnade heraus. Ward mir sehr sauer diesmal.“ Zu diesem Zeitpunkt war der Neue Rehberger Graben (1699–1703) fertiggestellt, der durch die Heranführung des dringend notwendig gewordenen Aufschlagwassers das regelmäßige Problem des Wassermangels vieler Andreasberger Gruben löste.
Früher verfügte die Grube auch über einen Gaipel, der gleichzeitig auch als Zechenhaus diente und später abgerissen wurde. Dafür entstand ein neues Gebäude, das als Gastwirtschaft „Neufang“ genutzt wurde und heute einem anderen Zweck dient. An der Stelle des Gaipels wurde eine Kegelbahn errichtet, die als höchstgelegene in Deutschland bezeichnet wurde, obwohl es in anderen deutschen Gebirgsorten auch Kegelbahnen in höheren Lagen gab.

## Schriftquellen (Auswahl)
- Niedersächsisches Landesarchiv Hannover, Bergarchiv Clausthal (Im Folgenden: NLA HA, BaCl) Hann. 84a, Nr. 9584 Grube Catharina Neufang – St. Andreasberger Revier. Enthält: Zeichnung der Schachtanlagen, 1537–1744.
- NLA HA, BaCl Hann. 84a, Nr. 9587 Grube Catharina Neufang – St. Andreasberger Revier. Enthält: 5 Zeichnungen der Schachtanlagen, 1769–1780.
- NLA HA, BaCl Hann. 84a, Nr. 9589 Grube Catharina Neufang – St. Andreasberger Revier, 1800–1865.